# Lederzeele

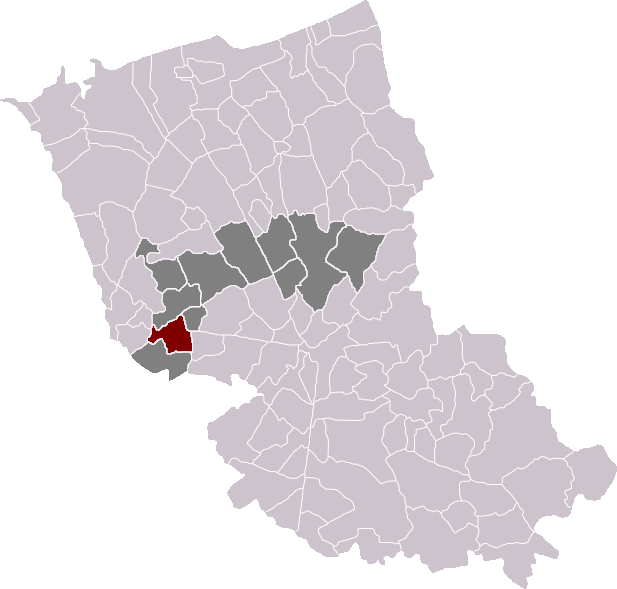
Localització de Lederzeele

Lederzeele (en neerlandès Lederzele) és un municipi francès, situat a la regió dels Alts de França, al departament del Nord, que forma part de la Westhoek.

## Demografia
| 1962                                       | 1968 | 1975 | 1982 | 1990 | 1999 |
| ------------------------------------------ | ---- | ---- | ---- | ---- | ---- |
| 561                                        | 582  | 584  | 573  | 554  | 562  |
| Des de 1962: població sense dobles comptes |      |      |      |      |      |

## Administració
| Període   | Identitat       | Partit |
| --------- | --------------- | ------ |
| 1977-2008 | Pierre Barbier  |        |
| 2008-     | Michel Delforge |        |